# Daniel Bowry
Daniel Robert Bowry (Londra, 29 aprile 1998) è un calciatore antiguo-barbudano, difensore del Cray Valley PM e della nazionale antiguo-barbudana.

## Biografia
Suo padre Bobby è stato a sua volta un calciatore professionista.

## Carriera

### Club
Dopo aver giocato nelle giovanili del Charlton, nell'aprile del 2018 è stato ceduto in prestito per la parte finale della stagione 2017-2018 al Kingstonian, club di Isthmian League (settima divisione inglese), con cui gioca sette partite di campionato. Il successivo 27 luglio viene invece ceduto, sempre con la formula del prestito (questa volta di durata semestrale) all'Hampton & Richmond, con cui gioca cinque partite in National League South (sesta divisione). Al termine della stagione 2018-2019 il Charlton non rinnova il suo contratto in scadenza, lasciandolo svincolare, ed il 4 luglio 2019 Bowry si accasa nella quarta divisione inglese al Cheltenham Town; dopo aver giocato una partita in campionato e due partite nel Football League Trophy con i Robins, il 18 ottobre 2019 viene ceduto in prestito (inizialmente per un mese ma poi in seguito fino a fine stagione) al Bath City, club di National League South, torneo in cui gioca 22 partite senza mai segnare. Trascorre poi la maggior parte della stagione 2020-2021 (nella quale il Cheltenham Town vincerà il campionato, venendo così promosso in terza divisione) al Cheltenham Town, giocando però solamente quattro partite nel Football League Trophy, e venendo infine ceduto in prestito in National League (quinta divisione e più alto livello calcistico inglese al di fuori della Football League) al Wealdstone nel marzo del 2021. Qui gioca tre partite, restando poi a fine stagione svincolato; trascorre quindi la stagione 2021-2022 in National League North (sesta divisione) al King's Lynn Town, per poi nell'estate del 2022 trasferirsi al Worthing, club neopromosso in National League South.

### Nazionale
Nel 2018 ha esordito in nazionale.

## Statistiche

### Cronologia presenze e reti in nazionale
| Cronologia completa delle presenze e delle reti in nazionale ― Antigua e Barbuda | Cronologia completa delle presenze e delle reti in nazionale ― Antigua e Barbuda | Cronologia completa delle presenze e delle reti in nazionale ― Antigua e Barbuda | Cronologia completa delle presenze e delle reti in nazionale ― Antigua e Barbuda | Cronologia completa delle presenze e delle reti in nazionale ― Antigua e Barbuda | Cronologia completa delle presenze e delle reti in nazionale ― Antigua e Barbuda | Cronologia completa delle presenze e delle reti in nazionale ― Antigua e Barbuda | Cronologia completa delle presenze e delle reti in nazionale ― Antigua e Barbuda |
| Data                                                                             | Città                                                                            | In casa                                                                          | Risultato                                                                        | Ospiti                                                                           | Competizione                                                                     | Reti                                                                             | Note                                                                             |
| -------------------------------------------------------------------------------- | -------------------------------------------------------------------------------- | -------------------------------------------------------------------------------- | -------------------------------------------------------------------------------- | -------------------------------------------------------------------------------- | -------------------------------------------------------------------------------- | -------------------------------------------------------------------------------- | -------------------------------------------------------------------------------- |
| 18-11-2019                                                                       | Willemstad                                                                       | Aruba                                                                            | 2 – 3                                                                            | Antigua e Barbuda                                                                | CONCACAF Nations League 2019-2020 - Fase a gironi                                | 1                                                                                |                                                                                  |
| Totale                                                                           |                                                                                  | Presenze                                                                         | 1                                                                                |                                                                                  | Reti                                                                             | 1                                                                                |                                                                                  |